# Romanzo psicoanalitico
Il romanzo psicoanalitico è una sottocategoria del romanzo psicologico. La caratteristica principale di questo scritto è la prevalenza del monologo interiore dell'autore o di uno o più personaggi, per questa ragione di frequente il romanzo psicoanalitico è un'opera autobiografica.
La coscienza di Zeno di Italo Svevo è probabilmente il primo e più autorevole esempio di questo genere letterario. Prevale, in questa opera, oltre al monologo interiore tutta la vita emotiva dell'autore, ponendo in evidenza una serie di contraddizioni che si fanno carico di un generale malessere della società del primo novecento. In quest'ottica, l'autore dipinge un'immagine dissociata del proprio io, con la consapevolezza di aver realizzato lo scritto nel tentativo di liberarsi di un proprio malessere, tentativo più volte dichiarato fallimentare. Il romanzo, concepito come un esperimento psicoanalitico finalizzato ad alleviare i propri dolori e il proprio disagio, finisce per diventare una precisa critica ai metodi e risultati della stessa psicoanalisi.
Il male oscuro di Giuseppe Berto, diviene emblema del romanzo concepito come fuga da una vera e propria patologia. Basta scorrere poche pagine per scorgere la "fuga delle idee", dove il pensiero dell'autore viene esposto così come si origina, con un susseguirsi di frasi quasi senza punteggiatura che descrivono il pensiero dell'autore che fa naufragio nel proprio subconscio.
Nato nello stesso contesto storico della psicoanalisi, il romanzo psicoanalitico si materializza come testimonianza artistica di una pratica rivoluzionaria, responsabile della scoperta di aspetti per secoli incompresi del comportamento umano.